# Kleine Seerose
Die Kleine oder Glänzende Seerose (Nymphaea candida) ist eine Pflanzenart aus der Gattung der Seerosen (Nymphaea) in der Familie der Seerosengewächse (Nymphaeaceae). Sie ist in Eurasien weitverbreitet.

## Beschreibung

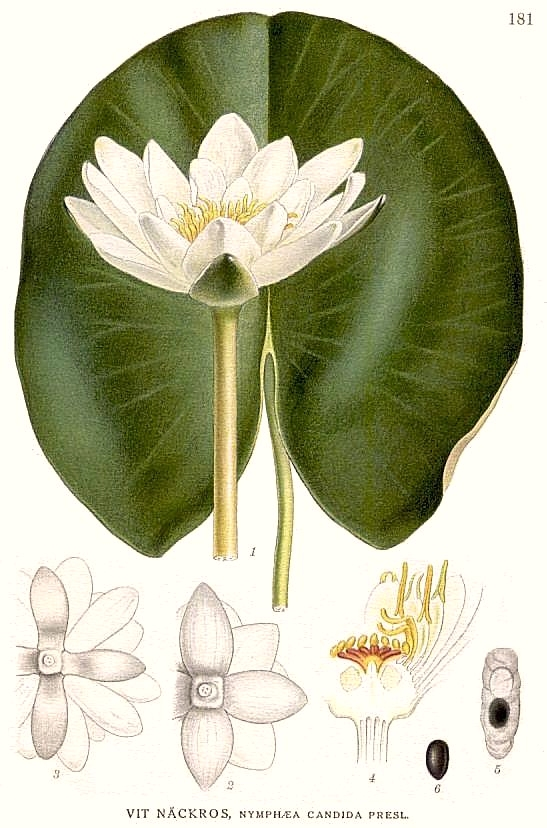
Illustration aus Bilder ur Nordens Flora

Die Kleine Seerose ist eine ausdauernde Wasserpflanze und bildet unverzweigte Rhizome. Die Blattstiele erreichen Wuchslängen von 30 bis 100, selten bis 160 Zentimeter. Es sind verhältnismäßig große Schwimmblätter vorhanden. Die Basallappen der Schwimmblätter haben einen bogigen Hauptnerv. Die schildförmige Blattspreite ist 10 bis 25 cm lang. Die Blattränder sind glatt.
Die flutende, einzeln stehende, zwittrige, Blüte ist bei einem Durchmesser von 7 bis 9 Zentimetern radiärsymmetrisch, der Blütengrund ist vierkantig. Die grünen Kelchblätter sind 3 bis 5 cm lang. Die 20 bis 25 weißen Kronblätter sind 3 bis 5,5 cm lang. Die Staubfäden der inneren Staubblätter sind lanzettlich und in der Mitte am breitesten. Die Fruchtblätter sind vollständig verwachsen. Die Narbenscheibe ist konkav, sechs- bis 14-strahlig und viel schmaler als der Fruchtknoten. Die Blütezeit reicht von Juni bis August.
Die sich in unregelmäßigen Teilen öffnende, beerenartige Frucht ist bei einem Durchmesser von 2,5 bis 3 Zentimetern halbkugelig und enthält viele Samen. Die glatten Samen sind bei einem Durchmesser von 3 bis 4 Millimetern ellipsoid.
Die Chromosomenzahl beträgt n = etwa 80, 2n = 112 oder 160.

## Vorkommen
Die Kleine Seerose ist ein eurosibirisches Florenelement. Sie kommt in Europa westwärts und nordwärts bis Skandinavien und das Rheingebiet (Elsass-Lothringen und die Pfalz) und südwärts bis zum Bodenseegebiet, bis Salzburg und die Steiermark vor. Ostwärts reicht das Verbreitungsgebiet bis Südwestasien ins Baikalseegebiet, Kasachstan, Sibirien, Kaschmir und Xinjiang. Das Verbreitungsgebiet umfasst die Länder Frankreich, Deutschland, die Niederlande, Belgien, Tschechien, Polen, Norwegen, Schweden, Finnland, Litauen, Lettland, Estland, das europäische Russland, Weißrussland, die Ukraine, Moldawien, Kroatien, Rumänien, Sibirien, Armenien, Georgien, Kasachstan, Jammu und Kaschmir und Xinjiang. In Österreich ist die Art ausgestorben.
Die Art bildet in Mitteleuropa meist keine reinen Bestände. Sie kommt dort vereinzelt in der Altmark und im Frankenwald sowie in Salzburg und in der Steiermark vor. Die Kleine Seerose ist in Mitteleuropa seit dem Zweiten Weltkrieg in ihrem Bestand zurückgegangen, weil viele ihrer Standorte vernichtet worden sind.
Die Kleine Seerose gedeiht in stehenden oder sehr langsam fließenden Gewässern, die höchstens mäßig nährstoffreich und eher schwach sauer sein sollten. Das Rhizom kriecht meist im moorig-schlammigen Gewässergrund. Sie gedeiht in bis zu 2 Metern Wassertiefe. In Mitteleuropa handelt es sich um eine Charakterart des Nymphaeetum albo-candidae aus dem Verband Nymphaeion, sie kommt aber auch im Myriophyllo-Nupharetum vor.

## Systematik
Die Erstbeschreibung von Nymphaea candida erfolgte 1822 Jan Svatopluk Presl und Karel Bořivoj Presl. Synonyme für Nymphaea candida J.Presl & C.Presl sind: Castalia candida (J.Presl & C.Presl) Schinz & Thell., Nymphaea alba subsp. candida (J.Presl & C.Presl) Korsh., Nymphaea colchica (Grossh.) Kem.-Nath.
Nymphaea candida gehört zur Sektion Nymphaea in der Untergattung Nymphaea innerhalb der Gattung Nymphaea.